# Xinguskärnäbb
Xinguskärnäbb (Campylorhamphus multostriatus) är en fågelart i familjen ugnfåglar inom ordningen tättingar.

## Utbredning och systematik
Fågeln förekommer i sydöstra amazonska Brasilien söder om Amazonfloden, från Río Xingu österut Río Tocantins, söderut till nordöstra Mato Grosso. Den kategorisar traditionellt som underart till amazonskärnäbb (Campylorhamphus procurvoides) men urskiljs sedan 2016 som egen art av Birdlife International och IUCN, sedan 2023 även av International Ornithological Congress.

## Status
Fågeln kategoriseras av IUCN som nära hotad.